# Microstylum spinipes
Microstylum spinipes är en tvåvingeart som beskrevs av Ricardo 1925. Microstylum spinipes ingår i släktet Microstylum och familjen rovflugor. Inga underarter finns listade i Catalogue of Life.